# Curt Frenzel
Curt Alexander Frenzel (* 24. Dezember 1900 in Dresden; † 30. Januar 1970 in Augsburg) war ein deutscher Pädagoge, sozialdemokratischer Journalist und Sportfunktionär.

## Leben
Frenzel war seit 1922 Mitglied der SPD und von 1928 bis 1933 Redakteur der SPD-nahen Volksstimme in Chemnitz. 1933 erhielt er Berufsverbot und wurde für zehn Jahre unter Polizeiaufsicht gestellt. Nach seiner Redakteurstätigkeit in Regensburg ging er 1945 als Chefredakteur und Mitherausgeber nach Augsburg.
Dort hatten er und Johann Wilhelm Naumann von den amerikanischen Militärverwaltung die Lizenz für die Schwäbische Landeszeitung (seit 1959 Augsburger Allgemeine) zum 30. Oktober 1945 erhalten. Nachdem Naumann seine eigene Zeitung gegründet hatte, verpflichtete der jetzige Alleinverleger Frenzel den ehemaligen Geschäftsführer des NS-Blattes „Augsburger National-Zeitung“ als Verlagsmanager. Frenzel wandte sich von der SPD ab und der CSU zu. Insbesondere Franz Josef Strauß gehörte zu den Freunden des ehemaligen Sozialdemokraten. Strauß hatte Frenzel eine Bundestagskandidatur für die CSU angeboten, die Frenzel jedoch ablehnte. Auch mit der in Bayerisch Schwaben dominierenden katholischen Kirche arrangierte sich Frenzel und pflegte unter anderem intensive Kontakte zum Augsburger Bischof Josef Stimpfle.
1962 übernahm Frenzel die Präsidentschaft des HC Augsburg, der sich unter seiner Amtszeit wieder den traditionellen Namen Augsburger EV (AEV) zulegte. Während seiner Amtszeit wurde von der Stadt Augsburg die Überdachung des Kunsteisstadions am Schleifgraben begonnen und nach seinem Tod fertiggestellt. Das Stadion trägt seinen Namen.
Gemeinsam mit seiner Ehefrau Charlotte hatte er eine Tochter, Ellinor Holland.

## Ehrung und Auszeichnungen
Aufgrund seiner Verdienste für den lokalen Sport wurde das Augsburger Eisstadion mit der Fertigstellung der Überdachung 1971 in Curt-Frenzel-Stadion umbenannt.
- 1967: Großes Bundesverdienstkreuz
- 1965: Bayerischer Verdienstorden